# Dirk Gently (serie televisiva)
Dirk Gently è una serie televisiva britannica basata sull'omonimo personaggio dei romanzi di Douglas Adams, autore della più nota serie Guida galattica per gli autostoppisti. L'ideatore della serie è Howard Overman; nei panni del detective olistico vi è l'attore Stephen Mangan, con Darren Boyd come spalla nel personaggio di Richard MacDuff.
L'episodio pilota è stato trasmesso dal canale BBC Four il 16 dicembre 2010, seguito da oltre un milione di persone, mentre altri tre episodi sono stati trasmessi regolarmente a partire dal 5 marzo 2012 sulla stessa rete.

## Trama
La teoria alla base del metodo investigativo di Dirk Gently dice che nell'universo tutto è collegato, e solo attraverso il puro caso si può arrivare a cogliere le interconnessioni tra fatti apparentemente sconnessi fra loro. Questo lo porta a ricorrere a metodi quali l'orientamento Zen, consistente nel seguire la prima persona che paia saper dove andare.

## Sceneggiatura
La sceneggiatura di questa serie non è un adattamento di nessuno dei romanzi, ma riprende personaggi e situazioni già apparsi nei libri e li intreccia in una nuova storia incentrata sul detective Dirk. Howard Overman ha chiarito come lui non abbia nemmeno tentato di adattare la storia vista nei libri, in quanto «impossibile da adattare, specialmente con i fondi della BBC Four».

## Episodi
| nº | Titolo originale | Prima TV UK      |
| -- | ---------------- | ---------------- |
| 0  | Pilot            | 16 dicembre 2010 |
| 1  | Episode 1        | 5 marzo 2012     |
| 2  | Episode 2        | 12 marzo 2012    |
| 3  | Episode 3        | 19 marzo 2012    |